# 문흥동
문흥동(文興洞)은 광주광역시 북구의 법정동이다. 광주대구고속도로의 기점인 문흥 분기점이 있다.

## 유래
본래 광주군(光州郡) 오치면(梧峙面) 지역인데, 1914년 행정구역 폐합에 따라 송정리(松亭里)와 문산리(文山里), 용주리(龍珠里)의 각 일부와 서양면(瑞陽面)의 신흥리(新興里) 일부, 두방면(斗坊面)의 각화리(角化里) 일부 지역을 병합하여 문산(文山)과 신흥(新興)의 이름을 따서 문흥리(文興里)라 하고 서방면(瑞坊面)에 편입되었다가, 1955년7월1일 광주시에 편입되었습니다.
1957년 동제(洞制) 실시에 따라 리(里)를 동(洞)으로 고쳐 문화동(文化洞)의 관할에 속하게 되었다가, 1995년 3월 1일 문흥동(文興洞)으로 분동되고 다시 1996년 1월 1일자로 문흥1, 2동으로 분동되어 오늘에 이르고 있습니다.

## 아파트
| 단지명             | 건설사                         | 시행사                | 주소                    | 입주        | 비고 |
| ------------------ | ------------------------------ | --------------------- | ----------------------- | ----------- | ---- |
| 문흥 상록          | 금호건설 금광기업㈜ ㈜라인건설 | 공무원연금관리공단    | 북구 문산로 20          | 1997년 4월  |      |
| 문흥 금호타운      | 아시아나항공㈜ 건설사업부      | 금호건설              | 북구 문산로 99          | 1995년 10월 |      |
| 문흥 라인동산      | 라인주택㈜ ㈜동산건설          | 라인주택㈜ ㈜동산건설 | 북구 문산로 81          | 1994년 8월  |      |
| 중흥파크맨션 1단지 | 중흥건설                       | 중흥건설              | 북구 서하로 417         | 1994년 2월  |      |
| 중흥파크맨션 3단지 | 중흥건설                       | 중흥건설              | 북구 천지인로173번길 10 | 1994년 2월  |      |
| 중흥파크맨션 2단지 | 중흥건설                       | 중흥건설              | 북구 문산로 30          | 1994년 3월  |      |
| 현대               | 현대산업개발                   | 현대산업개발          | 북구 대천로 195         | 1994년 9월  |      |
| 광명               | 광명주택㈜                     | 광명주택㈜            | 북구 천지인로173번길 22 | 1994년 2월  |      |
| 일신               | ㈜일신주택                     | ㈜일신주택            | 북구 대천로 124-4       | 1994년 2월  |      |
| 문흥 제일파크맨션  | 제일건설㈜                     | 제일건설㈜            | 북구 천지인로 191       | 1994년 2월  |      |
| 모아               | 모아건설                       | 모아건설              |                         | 1994년 2월  |      |
| 우미 1차           | ㈜우미건설                     | ㈜우미건설            |                         | 1994년 4월  |      |
| 라인 1차           | 라인건설㈜                     | 라인건설㈜            |                         | 1994년 4월  |      |

### 교육
- 문정초등학교
- 문산초등학교
- 문흥중앙초등학교
- 문흥초등학교
- 문산중학교
- 문흥중학교

## 기관
- 문흥동우체국
- 문흥지구대
- 광주 솔로몬로파크

## 같이 보기
- 광주광역시의 행정 구역